# Gosipol
El gosipol C30H30O8 es un polifenol derivado de la planta del algodón (género Gossypium, familia Malvaceae). El gosipol es un aldehído polifenólico que permeabiliza las células y actúa como un inhibidor para varias de las enzimas deshidrogenasas. Se puede usar como pigmento amarillo. Entre otros usos, ha sido probado como anticonceptivo oral masculino en China. Además, el gosipol ha sido reconocido por poseer propiedades antipalúdicas. Otras investigaciones se derivan en la búsqueda de propiedades anticancerígenas de la molécula.

## Propiedades biológicas
Tiene propiedades proapoptóticas, probablemente debidas a la regulación de las proteínas Bax y Bcl2. También inhibe reversiblemente la calcineurina y la transforma en calmodulina. Inhibe la replicación del virus VIH-1. Es un inhibidor efectivo de la proteína kinasa C. También se presenta como un modulador de los niveles de potasio, causando, por consiguiente, parálisis.

## Anticonceptivo
En 1929, una investigación en Jiangxi mostró una correlación existente entre la baja fertilidad en machos y el uso del aceite de algodón crudo para cocinar. Esta propiedad fue atribuida al gosipol. En los años 1970, el Gobierno chino comenzó a investigar el uso del gosipol como anticonceptivo. Dichos estudios involucraron a 10.000 sujetos y continuaron por una década. Concluyeron que el gosipol proveía una anticoncepción confiable, podía ser tomado en vía oral como tableta, y no afectaría el balance hormonal masculino. Sin embargo, el gosipol tenía algunas deficiencias. Los estudios determinaron también una anomalía en los niveles de potasio en los pacientes. Además, el 7% de los pacientes reportaron efectos en el sistema digestivo, y un 12% vieron incrementados los niveles de fatiga. Muchos de los pacientes se recuperaron tras suspender el tratamiento y tomar suplementos de potasio. Un estudio posterior revela que tomar suplementos de potasio durante el tratamiento con gosipol no previene la hipopotasemia en primates. 
En la década de 1990, la compañía farmacéutica de Brasil, Hebron, anunció planes de introducir en el mercado una píldora con bajas dosis de gosipol, denominada Nofertil, pero la píldora jamás vio la luz. Su lanzamiento fue pospuesto indefinidamente debido a niveles inaceptables de infertilidad permanente. Alrededor del 25% de los hombres permanecían azoospérmicos luego de un año de haber suspendido el tratamiento.  Mientras más consumieran el medicamento, más aumentaban las probabilidades de adquirir esta condición o volverse definitivamente azoospérmico. Los investigadores concluyen que el uso del gosipol puede ser sugerido como un tratamiento alternativo a la cirugía de vasectomía.